# Dyscritulus pygmaeus
Dyscritulus pygmaeus är en stekelart som beskrevs av Mackauer 1961. Dyscritulus pygmaeus ingår i släktet Dyscritulus och familjen bracksteklar. Inga underarter finns listade i Catalogue of Life.